# Uppsälje-Nåsen
Uppsälje-Nåsen är en sjö i Vansbro kommun i Dalarna och ingår i Dalälvens huvudavrinningsområde. Sjön har en area på 1,09 kvadratkilometer och ligger 238 meter över havet. Sjön avvattnas av vattendraget Uppsäljeån.

## Delavrinningsområde
Uppsälje-Nåsen ingår i det delavrinningsområde (670891-142018) som SMHI kallar för Utloppet av Uppsälje-Nåsen. Medelhöjden är 242 meter över havet och ytan är 3,23 kvadratkilometer. Det finns inga avrinningsområden uppströms utan avrinningsområdet är högsta punkten. Uppsäljeån som avvattnar avrinningsområdet har biflödesordning 4, vilket innebär att vattnet flödar genom totalt 4 vattendrag innan det når havet efter 317 kilometer. Avrinningsområdet består mestadels av skog (38 procent) och sankmarker (25 procent). Avrinningsområdet har 1,09 kvadratkilometer vattenytor vilket ger det en sjöprocent på 33,9 procent.